# 馬梅爾 (北卡羅萊納州)
馬梅爾（英語：Mamers）是位於美國北卡羅萊納州哈尼特縣的普查規定居民點。

## 人口
根據2020年美國人口普查的數據，馬梅爾的面積為15.67平方千米，當中陸地面積為15.65平方千米，而水域面積為0.02平方千米。當地共有人口814人，而人口密度為每平方千米51.95人。